# Sake kasu

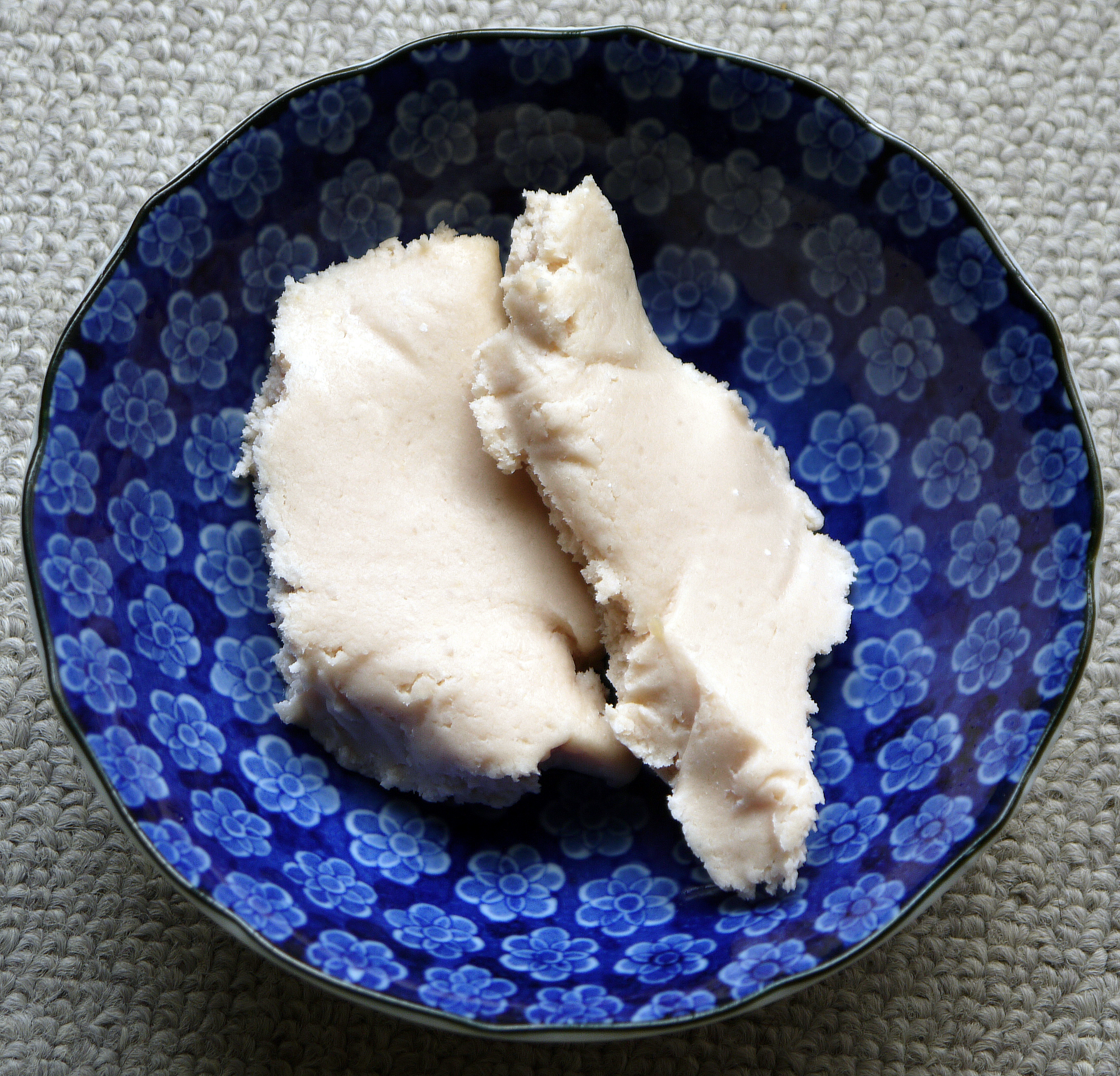
Kasu

El kasu (酒粕, sake kasu) és la fracció sòlida que s'obté en la producció de sake. Dins de la cuina japonesa s'utilitza com a ingredient de l'amazake, en la preparació de confitats o per a marinar diversos aliments.